# لوئیس بیمپسون
لوئیس بیمپسون (انگلیسی: Louis Bimpson؛ زادهٔ ۱۴ مهٔ ۱۹۲۹) بازیکن فوتبال اهل بریتانیا است.
از باشگاه‌هایی که در آن بازی کرده‌است می‌توان به باشگاه فوتبال روچدیل، باشگاه فوتبال لیورپول، باشگاه فوتبال بلکبرن روورز، باشگاه فوتبال بارسکو، باشگاه فوتبال ویگان اتلتیک، و باشگاه فوتبال ای‌اف‌سی بورنموث اشاره کرد.